# Pelourinho de Freixo de Espada à Cinta
O Pelourinho de Freixo de Espada à Cinta localiza-se na freguesia de Freixo de Espada à Cinta, no município do mesmo nome, distrito de Bragança, em Portugal.
Este pelourinho encontra-se classificado como Monumento Nacional desde 1922.